# Rijksdaalder
Il rijksdaalder (nederlandese, "tallero nazionale") è stata una moneta nederlandese emessa per la prima volta dalla Repubblica delle Sette Province Unite nel tardo XVI secolo, durante la guerra degli ottant'anni. Vi era raffigurato i mezzo busto armato di Guglielmo il Taciturno. Fu coniato seguendo lo standard di peso del Reichsthaler della Sassonia - 448 grani d'argento allo .885. Frisia, Gheldria, Olanda, Kampen, Overijssel, Utrecht, Zelanda, e Zwolle coniarono  rijksdaalder con mezzi busti corazzati fino alla fine del XVII secolo.
I rijksdaalder del XVII secolo erano fissati da 48 a 50 stuiver (l'equivalente olandese dello scellino) e circolarono  assieme al fiorino d'argento o guilder (28 stuiver), daalders (30 stuiver), leeuwendaalder – daalder del leone – (36 – 42 stuiver), ducato d'argento (48 stuiver) e ducatone (60 stuiver). Mentre il liondaalder conteneva argento meno puro per 427,16 grani con un titolo di .750,  il ducato e il rijksdaalder avevano circa lo stesso peso e qualità. Con la sparizione del disegno originale del rijksdaalder con i mezzi busti armati, i ducati d'argento e in seguito i pezzi da  2½ guilder erano comunemente chiamati rijksdaalder.
L'unificazione del sistema monetario olandese agli inizi del XVII secolo introdusse il fiorino olandese (guilder) e fissò il valore del rijksdaalder e del ducato d'argento a 2½ fiorini. Dopo la decimalizzazione nel 1816, le monete da 2½ guilder non furono più coniate perché si pensò che la moneta da 3 guilder si inserisse meglio nella serie. Ciò si rivelò un errore e dal 1840 in poi le monete da 2½ guilder furono emesse nuovamente. La produzione ebbe termine nel 2002 con l'introduzione dell'euro. Le monete da 2½ guilder continuarono a essere chiamate con i nomignol di rijksdaalder, riks e knaak fino all'introduzione dell'euro. 
La Koninklijke Nederlandse Munt (Reale zecca olandese) ancora oggi conia monete d'argento con la denominazione di ducato.
Monete con nomi simili di Reichsthaler, rixdollar, riksdaler e rigsdaler furono usate in Germania e Austria-Ungheria, a Ceylon (Sri Lanka), in Svezia e in Danimarca e Norvegia.